# Dajr al-Asafir
Dajr Al-Asafir (arab. دير العصافير) – miejscowość w Syrii, w muhafazie Damaszek. W 2004 roku liczyła 6209 mieszkańców.